# Копальня (Сілезьке воєводство)
Копальня (пол. Kopalnia) — село в Польщі, у гміні Конописька Ченстоховського повіту Сілезького воєводства.
Населення — 568 осіб (2011).
У 1975-1998 роках село належало до Ченстоховського воєводства.

## Демографія
Демографічна структура станом на 31 березня 2011 року:
|          | Загалом | Допрацездатний вік | Працездатний вік | Постпрацездатний вік |
| -------- | ------- | ------------------ | ---------------- | -------------------- |
| Чоловіки | 272     | 48                 | 195              | 29                   |
| Жінки    | 296     | 56                 | 178              | 62                   |
| Разом    | 568     | 104                | 373              | 91                   |